# Magdelaine Bavent
Pour les articles homonymes, voir Bavent.
Magdelaine Bavent, aussi orthographiée Madelaine Bavent, née le 17 novembre 1602 à Rouen (Saint-Pierre-l'Honoré), est une religieuse au couvent Saint-Louis-Sainte-Élisabeth à Louviers. Elle est l'une des protagonistes de l'affaire des possédées de Louviers.

## Histoire
Selon son acte de baptême, elle aurait été ointe le 17 novembre 1602, ce qui place sa naissance dans les jours précédents.. Orpheline à 9 ans, elle est recueillie par son oncle Léon Sadoc, un personnage important de la ville qui la place chez une lingère où elle rencontre un Bontemps, un moine cordelier. Selon l'historien Jules Michelet, la lingerie est proche de l'église, un prêtre « y régnait en maître » et « faisait croire aux apprenties (enivrées sans doute par la belladone et autres breuvages de sorciers) qu’il les menait au sabbat et les mariait au diable Dagon ». Il est probable que, dès ses 14 ans, Magdelaine Bavent soit victime des agressions sexuelles de ce clerc. Le moine sera finalement chassé de son ordre, à cause de sa mauvaise réputation.
En 1623, alors âgée de 21 ans, elle entre comme novice au  couvent Saint-Louis-Sainte-Élisabeth, qui vient tout juste d'être fondé. Vers 1628, elle devient tourière.
Elle reçoit un enseignement quelque peu étrange auprès du directeur de la maison, un certain Pierre David sans doute adamite, qui proclame « qu'il fallait faire mourir le péché par le péché, pour rentrer en innocence, et ressembler à nos premiers parents, qui étaient sans aucune honte de leur nudité… ». David mort lors d'un retour de voyage à Paris, Mathurin Le Picard lui succède en 1628 et perpétue les pratiques de son prédécesseur. De là surviennent les véritables ennuis de Magdelaine.
Les débuts de l'affaire « des possédées de Louviers » voient le jour : une histoire de pratiques diaboliques exercées par les membres du couvent eux-mêmes.
Bien que nombre d'articles et de récits nomment Magdelaine comme étant l'un des auteurs de ce désordre, beaucoup d'entre eux prêtent à confusion. Notamment, sa confession générale laisse à penser qu'elle était une fille trop naïve et manipulable. « Si j'ai péché, ce n'est que par ignorance et non par malice », dit-elle.
L'affaire prend de l'ampleur vers 1643 et Magdelaine ainsi que d'autres sœurs sont menacées du bûcher. Magdelaine est emprisonnée à la prison d'Évreux dans un premier temps puis, à la suite du décès de l'évêque d’Évreux, François de Péricard, son confesseur, elle est dirigée vers la prison de Rouen où elle meurt en 1652.
Sa vie et ses actes, comparables à ceux de sœur Jeanne des Anges, permettent de déceler qu'elle a développé un certain « érotisme chrétien ésotérique ». Victime condamnée, il demeure difficile d'établir quel trait, de la naïveté ou d'une certaine hypersexualité, domine sa personnalité.

#### Sources
- Charles Desmarets Histoire de Magdelaine Bavent, religieuse du monastère de Saint-Louis de Louviers, 1652. Lire en ligne.
- Histoire et confession de Magdelaine Bavent, religieuse du couvent de Saint-Louis de Louviers, avec sa confession générale et testamentaire….
- Jules Michelet Flammarion, 1898 (Œuvres complètes de Jules Michelet, tome XXXVIII, p. 565-579) II, viii – Possédées de Louviers. Madeleine Bavent (1633-1647) Lire en ligne

#### Études
- Lucien Barbe, « Histoire du couvent de Saint-Louis et de Sainte-Elisabeth de Louviers et de la possession des religieuses de ce couvent », dans Bulletin de la société d'études diverses de l'arrondissement de Louviers et de sa région, 1900, pp. 103-423
- Roger Dubos, Les possédées de Louviers. Histoire de Magdelaine Bavent, Charles Corlet, 1990,  (ISBN 9782854802474)
- Ernest Hildesheimer, Les possédées de Louviers, vol. 105, t. 24, coll. « Revue d'histoire de l'Église de France », 1938 (lire en ligne), p. 422-457
- Comte de Lasteyrie, Histoire de la confession sous ses rapports religieux, moraux et politiques, Paris, 1846. Chapitre VII, p. 231. Lire en ligne. Madeleine Bavent y est en premier lieu nommée Elizabeth.
- Yves Lecouturier, Sorciers, sorcières et possédées en Normandie, procès en sorcellerie du Moyen Age au XVIIIe siècle, ed. Ouest-France.
- Fumiaki Nakanishi, L'affaire de Louviers : sorcières et possédées au milieu du XVIIe siècle, Lille, ANRT, 2005
- Stéphane Vautier, « La confession de Madeleine Bavent Le témoignage direct d’une sorcière sur l’affaire de Louviers (1642) », Études normandes, vol. 12, no 1,‎ 2019, p. 14–19 (DOI 10.3406/etnor.2019.3961, lire en ligne).